# Ток писин
Ток писин (Tok Pisin, од енгл. pidgin talk - пиџин говор) је пиџин (креолски језик). Званични је језик на Папуи Нови Гвинеји, поред енглеског и језика хири моту. Говори га око 5-6 милиона људи.
Као и други креолски језици ток писин има веома једноставну граматику. У њој нема ни деклинације ни конјугације. Постоје два прошла и једно будуће време, при чему се глаголи не мењају (прошлост се означава са „bin“ и „pinis“, будућност са „bai“, као у примерима: „mi bin go“ = иђах, „mi go pinis“ = ишао сам, „mi bai go“ = ићи ћу). У првом лицу множине именица постоји инклузивно и ексклузивно „ми“, што је особина многих полинезијских језика.

## Примери језика
- - добар дан
- - људи
- - жена
- - дете
- - хвала